# Warhammer 40.000: Dawn of War II Chaos Rising
Warhammer 40.000: Dawn of War II Chaos Rising (En español Warhammer 40.000: Dawn of War II El Alzamiento del Caos) es un videojuego perteneciente al género de un juego de estrategia en tiempo real, con elementos de otros de juego de rol táctico, desarrollado por la empresa Relic Entertainment y publicado por THQ,· para Microsoft Windows y basado en el universo de ficción de Warhammer 40000. Es la primera expansión del videojuego Warhammer 40.000: Dawn of War II y parte de su serie de videojuegos. Dawn of War II Chaos Rising fue lanzado en Norteamérica el 19 de febrero del 2010.
Los Marines Espaciales del Caos se introducen en el videojuego y todas las razas del juego anterior (Marines Espaciales, Eldar, Orkosos y Tiránidos) recibieron nuevas unidades.
El juego tiene lugar predominantemente en el mundo hogareño cubierto de hielo de los Cuervos Sangrientos, Aurelia. Gabriel Angelos explica que Aurelia se perdió en la Disformidad durante mil años, pero que ahora ha reaparecido junto con un foco activo de los Cuervos Sangrientos.

## Campaña
Chaos Rising se establece un año después de los acontecimientos de Dawn of War II y la derrota de la invasión Tiránida (así como las fuerzas Eldar y Orkas) del subsector Aurelia. La campaña marca el regreso de los héroes de los Cuervos Sangrientos del juego anterior, el Señor del Caos Eliphas de la Cruzada Oscura, Derosa como el nuevo gobernador de Meridian y el herético Vandis.
Los elementos nuevos en Dawn of War II: Chaos Rising incluyen el Sistema de Corrupción. En la campaña, a menudo hay múltiples objetivos que completarán una misión; dependiendo de cuál elija completar un jugador, se volverán más o menos corruptos. La corrupción describe qué tan cerca están los Marines del jugador (es decir, el Comandante de la Fuerza, Jonah y el resto de los Escuadrones bajo el mando del jugador excepto Davian Thule, que es el único miembro no afectado por la corrupción) que se vuelven al Caos y traicionan el Imperio del hombre. Esta es una elección consciente en el juego y afectará el final del juego, así como las misiones disponibles para el jugador a lo largo de la campaña.
Dos nuevos entornos están disponibles en Chaos Rising para complementar los tres ya disponibles (el terreno selvático/pantanoso de Typhon, los desiertos y cañones de Calderis, y el imponente paisaje urbano gótico de Meridian).

### Argumento
El Comandante de la Fuerza y su fuerza de ataque llegan a Aurelia, junto con el nuevo Crucero de Asalto la Reclamación (reemplazando el Armagedón, destruido sobre Tifón Primaris en el juego anterior), después de recibir una señal de socorro codificada de los Cuervos Sangrientos. La señal de socorro resulta ser una trampa, y los Cuervos Sangrientos son emboscados por los guardias traidores de la Casa Vandis, la milicia del exgobernador del subsector. Después de escapar de la trampa y abandonar el área, el Comandante de la Fuerza y el Dreadnought Davian Thule se movilizan para rescatar al Bibliotecario Jonah Orion, quien está siendo atacado por las fuerzas de los Eldars que han desenterrado antiguas ruinas y revivido a Guardias Espectros.
Después de recibir un llamado de auxilio de la gobernadora Elena Derosa recién instalada, que los había ayudado contra Vandis en la campaña original, los Cuervos Sangrientos se dirigen a la Puerta del Ángel de Meridian, donde grupos de Orkos, conducidos por las fuerzas de la Casa Vandis, saquean la zona. Más tarde se encontrarán con los Marines Espaciales del Caos de la Legión Negra que están intentando apoderarse de Forja del Ángel, liderado por Eliphas el Heredero, un antiguo Apóstol Oscuro de los Portadores de la Palabra que se creía que había sido asesinado en Kronus durante los eventos de la Cruzada Oscura. Después de detener la incursión del Caos, una fuerza de ataque combinada de la Guardia Imperial y los Cuervos Sangrientos regresa a Aurelia para atacar a las fuerzas de la Legión que cavaron en el área. Resistiendo los intensos bombardeos de artillería de las fuerzas de la Casa Vandis y ola tras ola de cultistas, los Cuervos Sangrientos descubren un Templo del Caos y después de una espantosa batalla contra Demonios convocados, destruyendo por completo el lugar. Batallando a lo largo de sus luchas es Araghast el saqueador, el Señor del Caos al mando de las fuerzas de la Legión Negra.
Después de que cae el Templo del Caos, la disformidad comienza a desgarrar el planeta, lo que los obliga a realizar una evacuación inmediata. Araghast permite que el Comandante de la Fuerza y su fuerza de ataque escapen, y le dice a Eliphas que su venganza puede esperar. A bordo de la retribución, se encontró una grabación que implica a un traidor dentro del Capítulo que le dio a las fuerzas de Araghast los códigos de transmisión que fueron utilizados para emboscar a los Cuervos Sangrientos cuando llegaron por primera vez a Aurelia. Los Cuervos Sangrientos luego regresan a Meridian para ayudar al 85.º Vendoland en la recuperación de Spire Legis. Con la ayuda del Sargento Thaddeus (quien solicitó estar en la misión, originalmente oriundo de esa región), debilitaron con éxito al Caos y las fuerzas Herejes que tenían en el área. También destruyen una fuerza de ataque Eldar que estaba descubriendo ruinas antiguas en Tifón con el sargento Tarkus. Después de enviar numerosos problemas, los exploradores de los Marina Espaciales en Calderis envían una llamada de auxilio diciéndoles que han sido atacados por un número considerable de fuerzas del Caos. Con la ayuda del Sargento Cyrus, ellos salvan a los iniciados de una muerte segura y matan a un Hechicero del Caos que opera en el área. Poco después, llega un contingente de la Guardia de Honor de los Cuervos Sangrientos, dirigida por el capitán Apollo Diomedes. Diomedes, actuando en nombre del Capitán y Jefe Bibliotecario del Capítulo de los Cuervos Sangrientos, Azariah Kyras, ordena a todos los Cuervos Sangrientos que cesen todos los enfrentamientos con las fuerzas de la Legión Negra y regresen a sus barcos hasta que se les ordene.
Disgustados por las órdenes pero aún leales, los Cuervos Sangrientos regresan a la Retribución. Se interceptan varias transmisiones altamente encriptadas. Sin embargo, a pesar de sus mejores esfuerzos, no pueden disipar por completo el enmascaramiento del mensaje. El tecnomarine Martellus, habiendo sobrevivido a la invasión Tiránida, accede al observatorio astronómico de Typhon. Él informa que ha recuperado información detallada sobre las llegadas y salidas de un gigante Space Hulk, el Juicio de la Carroña. Space Hulk contiene un sistema de motor lógico que es lo suficientemente potente como para eliminar el enmascaramiento de los mensajes interceptados. Mientras tanto, al investigar cómo las fuerzas herejes habían duplicado una señal de los Cuervos Sangrientos, Cyrus puede descubrir que el traidor está a bordo del Retribución.
Cuando llega Space Hulk, como predijo Martellus, los Cuervos Sangrientos encontrarán la nave infestada por una astilla de la flota Tiranida Hive. La mancha sucia de la Disformidad también impregna el barco, cortando su estancia a bordo extremadamente corta. No muy lejos de Space Hulk, descubren los cuerpos de Cuervos Sangrientos de la Quinta Compañía; misteriosamente sus semillas genéticas han sido preparadas pero no recogidas y almacenadas por un boticario. Planteando aún más preguntas, los nombres de los Marines caídos todavía están marcados como los de la guardia de Honor dentro del Capítulo. Después de mucha progresión en toda la nave, sacrificando innumerables Tiránidos salvajes y recuperando la semilla genética restante con el Bibliotecario Jonah Orion, los Cuervos Sangrientos finalmente obtienen acceso a una gran bóveda sellada que contiene el sistema del motor lógico. En el interior, numerosos cadáveres de Marines Espaciales derraman el suelo, cada desconcertantemente con sus semillas genéticas preparadas pero no recogidas. Mientras acceden al motor lógico, encuentran una base de datos escrita por el boticario Galan que detalla la expedición que él y sus compañeros hicieron en el Hulk Espacial.
Galan era parte del grupo expedicionario dirigido por el entonces bibliotecario Azariah Kyras. El mensaje contiene referencias a un Demonio llamado Ulkair que los acechaba dentro de la nave. El Demonio está buscando la semilla genética lo que obligó al boticario Galan a tratar de ocultarlos. Sin embargo, Galan se preocupa de que, eventualmente, los sutiles susurros del Demonio puedan superarlo, también se preocupa por Kyras, que ha ejercido gran parte de su fuerza psíquica para defenderse del Demonio y sus secuaces. Kyras parece apático acerca de la muerte de sus Hermanos de Batalla y se tienen leves indicios de la descripción de Galan de los eventos que apuntan a la corrupción leve de su parte.
Al dejar el Space Hulk y permitir que Martellus analice el motor lógico recién adquirido para desenmascarar los mensajes del traidor, los Cuervos Sangrientos responden a otra señal de socorro de la Gobernadora Derosa. Las Fuerzas del Caos han asediado la ciudad capital de Meridian y están asaltando el palacio del gobernador. El Comandante de la Fuerza va a la defensa del Gobernador y se enfrenta a múltiples oleadas de la Legión Negra y los Heréticos de Vandis en la puerta del palacio. Los Cuervos Sangrientos reciben una transmisión en sus canales de voz privados de Araghast the Pillager, burlándose de ellos y desafiándolos junto con el sargento Avitus a un duelo. Los Cuervos Sangrientos, a pesar de las órdenes de Diomedes, regresan al campo de batalla elegido de Aurelia para responder al desafío de Araghast. Araghast se teletransporta lejos de los Cuervos Sangrientos usando portales de disformidad conjurados con la ayuda de Eliphas, quien sirve a regañadientes como el lugarteniente del Señor del Caos. Mientras el Comandante y sus fuerzas ganan la partida, Araghast pide a Eliphas que abra otro portal para ayudarlo a escapar, pero Eliphas traiciona a Araghast y se niega, dejando a un furioso Araghast a merced de los Cuervos Sangrientos. Con Araghast es asesinado, Eliphas toma el mando de las fuerzas de la Legión Negra.
Entusiasmados por el silenciamiento de Araghast, los Cuervos Sangrientos observan el final apropiado de que un líder de traidores merecía, irónicamente, destruido gracias a un traidor. Martellus, al analizar cantidades copiosas de datos, informa al Comandante de la Fuerza que el boticario Galan todavía está vivo y también dentro de la Guardia de Honor de los Cuervos Sangrientos. También encuentran otra transmisión codificada del traidor a Galán. Pero a pesar de la amenaza que representa el Caos, el Capitán Diomedes ordena a todos los Cuervos Sangrientos que abandonen el subsector de inmediato. Gabriel Angelos, poco dispuesto a dejar que los Cuervos Sangrientos recluten mundos para ser corrompidos por el Caos, ordena al Comandante de la Fuerza y sus escuadrones que hagan caso omiso de las órdenes de Diomedes. Angelos viaja a Calderis donde está operando Diomedes y lo confronta con respecto a la orden de retirada. Diomedes, actuando en nombre de Kyras,
Sabiendo que Gabriel no es un traidor, el Comandante de la Fuerza y sus escuadrones se infiltran en la base de fuego del Capitán Diomedes en Calderis. Dentro, ubican al boticario Galan junto con una hueste de guardias de honor que encuentran que han sido corrompidas por las fuerzas del Caos. La fuerza de ataque ataca a Galan y lo derrota; en sus momentos de agonía, el boticario les agradece por haberlo liberado de la influencia de Caos y les dice que todos los que habían subido al Juicio de la Carroña habían sido corrompidos, junto con la mayoría de los hombres en la base de fuego. Solo el propio Capitán Diomedes es puro, pero está cegado por su orgullo. La fuerza de ataque avanza hacia el Centro de Comando de la Guardia de Honor, donde esperan acceder a sus registros para exponer al traidor sobre la Retribución. El Centro de Mando desafortunadamente se destruye y el Capitán Diomedes aparece en la escena, marcando al Comandante y a sus hombres como herejes por lo que acaban de hacer. El Comandante y su escuadrón le explican a Diomedes lo que sucedió y los eventos a bordo del Juicio de la Carroña. Diomedes se sorprendió al escuchar eso, junto con el nombre del Demonio, y les permite escapar. Mientras tanto, los registros de los datos trasladados de Galan que se encontraron a bordo del Juicio de la Carroña revelan que Kyras había caído en manos del Caos mucho antes de la expedición. Además, el Demonio Ulkair fue encarcelado en Aurelia y finalmente se dan cuenta de que Eliphas planea liberarlo.
En Aurelia, Eliphas explica que justo antes de que el Planeta fuera tomado por el Warp hace mucho tiempo, Kyras logró encarcelar a Ulkair después de que el maestro de Kyras, Moriah, fuera asesinado en la batalla. Poco después, la disformidad descendió sobre el planeta tomando tanto a Kyras como al Planeta. Kyras, atrapado dentro de la disformidad, hizo un trato con Ulkair para garantizar su escape; Kyras regresó siglos más tarde a bordo del Juicio de la Carroña. Luego, Eliphas sacrifica a un explorador de los Cuervos Sangrientos capturado y un campeón de la peste para liberar a Ulkair, el Gran Inmundo: un Gran Demonio de Nurgle, el dios del Caos de la peste y la podredumbre. Ulkair le agradece a Eliphas por haberlo liberado y le promete más poder y control bajo su servicio. Cuando el jugador y su escuadrón regresan a Aurelia, descubren la identidad del traidor. El traidor varía según el nivel de Corrupción de los escuadrones bajo el control del jugador. El que tiene la Corrupción más alta es el traidor. Si ninguno de los escuadrones de jugadores está dañado, el traidor será el Tecnomarine Martellus. El traidor abandona inmediatamente la Retribución y se une con la fuerza del Caos en el suelo, y el Comandante dirige a sus escuadrones leales en su persecución para destruirlo.
Después de que maten al traidor, él les dice que Ulkair ha sido revivido y confirma que Kyras fue corrompido por el Caos. Gabriel llega con su barcaza de batalla, la Letanía de la furia, y es informado por el Comandante y sus hombres del traidor y la corrupción de Kyras. Gabriel, sin perder el tiempo, lanza un gran asalto sobre el antiguo Capítulo de los Cuervos Sangrientos sobre Aurelia, donde Kyras atacó a Ulkair. Haciendo uso de los tanques Predator para asegurar una cabeza de playa, numerosas bases del Caos se destruyen cuando el Comandante de la Fuerza y su escuadrón se reúnen para asaltar a Ulkair. Cuando comienzan a acercarse al Demonio, son interceptados por Eliphas, quien protege la única manera de llegar a Ulkair. Antes de que puedan asestar un golpe mortal, Eliphas es salvado por la disformidad y escapa de la muerte una vez más, dejando al Comandante y sus fuerzas libres para luchar contra Ulkair. En una batalla larga y difícil, el Demonio finalmente es vencido y sellado nuevamente. Sin embargo, Ulkair comenta que ninguna prisión puede retenerlo para siempre y que finalmente regresará y los masacrará a todos.
De vuelta a la Letanía de la furia, Gabriel declara su victoria sobre la Legión Negra y Ulkair el Impuro. Él cuenta, sin embargo, sobre los mayores desafíos que les esperan, ya que Azariah Kyras ha sido corrompido por el Caos, lo único que los Cuervos Sangrientos pueden hacer ahora es matarlo. Gabriel luego habla con el Comandante y su escuadrón sobre sus acciones (que depende del nivel de Corrupción del Comandante y sus escuadrones, y si eligieron redimir al Capitán Diomedes o matarlo en Calderis). Mientras tanto, Eliphas despierta en una prisión de algún tipo, donde se encuentra con el Señor de la Guerra Abaddon, el señor de la Legión Negra. A medida que Abaddon avanza hacia él, Eliphas jura que, como prometió, los Cuervos Sangrientos caerán.

### Finales
Una vez que el jugador llega al final del juego, existen cinco finales que el jugador puede recibir dependiendo de los niveles de redención y corrupción del jugador.
- Pureza total: si el jugador realiza todas las misiones de redención y mata al boticario Galán y no al capitán Diomedes, y solo uno de los líderes de escuadrón fue corrompido antes de convertir al traidor, el personaje y sus escuadrones actuarán como agentes de purificación dentro del capítulo y con la ayuda de Gabriel y Diomedes después de descubrir la verdad sobre la Corrupción dentro de los Cuervos Sangrientos. El personaje del jugador recibe el puesto de Hermano Capitán de la Cuarta Compañía.

- Pureza: si el jugador mata a Galan y salva a Diomedes, pero el nivel de corrupción de tus escuadrones es superior a cero, el jugador queda marcado como un renegado junto con Gabriel, que elogia al personaje jugador por estar dispuesto a oponerse al comando de Kyras y purgar la corrupción dentro de sus filas, y convoca a una reunión con los demás en el Capítulo con el coraje similar para oponerse a Kyras y las fuerzas del Caos.

- Neutral: si el jugador realiza redención y corrupción en todas las misiones (matar a todos los Cuervos Sangrientos y no matar tanto a Diomedes como a Galan), el personaje del jugador será desterrado del capítulo y exiliado al Ojo del Terror por cien años y sentenciado a pagar por sus pecados con su sangre o la sangre de sus enemigos.

- Corrupción: si el jugador tiene puntos de corrupción mayores que su redención, el personaje del jugador será ejecutado por herejía por Gabriel usando su Martillo de Trueno.

- Corrupción completa: si el jugador realiza todas las misiones de corrupción y tiene un nivel de corrupción total en todos sus escuadrones, el personaje del jugador se convertirá en el siguiente señor de la Legión Negra del Caos en Aurelia.

### Final Canónico
En la campaña de los Marines espaciales en Dawn of War II: Retribution, se revela que Apolo Diomedes está vivo y todavía sirve bajo el Capítulo del Maestro Kyras, pero aún se niega a creer que el Maestro del Capítulo sirva al Caos aunque si estaba convencido de la corrupción de su guardia de honor en Calderis. El sargento táctico Tarkus revela que el traidor de la fuerza de ataque del Comandante de la Fuerza era el sargento Devastator Avitus, que se desempeñó con él en Kronus. Después de asesinar a Avitus, Tarkus hace un juramento de silencio y es apodado como "El Antiguo". El Sargento explorador Cyrus, el Tecnomarine Martellus y el Bibliotecario Jonah Orion aún sirven bajo el Capitán Gabriel Angelos y el Capitán Davian Thule fue asesinado en la misión prólogo de la Campaña Caos (no canónico) pero no aparece en ninguna otra campaña. El sargento de asalto Thaddeus nunca fue mencionado, probablemente aún esta sirviendo al Comandante de la Fuerza,

## Recepción
Los portales de videojuegos más grandes de Rusia, como Absolute Games, le otorgaron al juego un 77%. Los observadores notaron un buen juego con gráficos y multijugador. El Veredicto: "Es una pena que Relic se haya limitado a una sola raza. Los sirvientes del caos encajan perfectamente en el juego, pero me gustaría ver a otra persona, bueno, la elección es rica. Un corto "modo de un jugador" no es un logro. Solo tú tocarás, y el espectáculo ya ha terminado. Espero que el próximo complemento sea más ambicioso".
Igromania le puso el juego un 9.0 puntos sobre 10, llegando a la siguiente conclusión: "Estoy listo para jurar ante el tribunal que Chaos Rising es una de las mejores adiciones en la historia del género estratégico. Una campaña magnífica, un sistema de depravación, una historia hermosa, mezclada como el caos nativo y la necesidad de pasar por el juego al menos dos veces (primero como héroe y luego como villano) hacen que Chaos Rising sea una compra obligatoria para cada persona decente. Si incluso te gustan un poco los destellos de las llamas, el aullido de los demonios hambrientos y el chirrido de las motosierras que muerden la carne, entonces Chaos Rising es para ti".
El país de los Juegos le puso el juego un 8.0 de 10 puntos. Las ventajas se atribuyeron a los cambios en el juego y una excelente historia. Las desventajas son el valor débil del nuevo contenido. Veredicto: "Relic Entertainment logró verter vino nuevo en pieles viejas, e incluso los inconvenientes del complemento pueden considerarse desarrolladores de mérito. En lugar de las "bolsas de contenido" habituales para las adiciones estándar, un juego con hallazgos interesantes y agradables. Es cierto que estamos directamente a imponer armas y equipos, distorsionados por el Caos. Qué difícil es cuando tienes que elegir constantemente, ser más fuerte o más correcto".